# Хали Абенрагель
Хали Абенрагель (араб.أبو الحسن علي ابن أبي الرجال) (известный также, как Ибн Аби-р-Риджал, Альбохазен, ар-Риджал, Абу-л-Хасан `Али ибн Аби-р-Риджал аш-Шайбани ал-Кайравани ал-Магриби; около 1016, Кайруан, Северная Африка, ныне Тунис — около 1064) — арабский астроном и астролог. Известный, как один из важнейших авторов значимых трудов Средневековья по мировой или политической астрологии.
Даты рождения точно не установлены, в разных источниках приводятся следующие варианты лет жизни: 1016—1064; ок. 960 — ок. 1050; ? — 1068. Указанные в начале статьи данные рождения взяты из гороскопа Абенрагеля, содержащегося в книге Дж. Кардано «Примеры ста генитур» и восходящего к арабским источникам.
Служил придворным астрологом тунисского принца Аль-Муизз ибн Бадиса. Абенрагель работал в Северной Африке и Сицилии; в средневековой Европе был известен под именами Albohazen Haly.
Его главное сочинение — астрологический компендиум в 8 книгах «Совершеннейшая [книга] о приговорах звёзд» — было популярнейшим руководством по астрологии как в арабском мире, так и в средневековой Европе: её переводили на старокастильский, латинский, иврит, старопортугальский, французский и английский языки.
Абенрагель носил почётные звания «Высший астролог» (лат. Summus astrologus) и «Равный Птолемею» (лат. Ptolemeus alter).
Его «Книга знаний по астрономии» была переведена Иехудой бен Моше на древнекастильский язык для Альфонсо X Кастильского в 1254 году под названием El libro conplido en los iudizios de las estrellas («Полная книга о суде звёзд». Единственная сохранившаяся рукопись старокастильского перевода, хранящаяся в Национальной библиотеке Мадрида, содержит только 5 из 8 книг полного старокастильского перевода. Издание, созданное в 1523 году в Венеции и представленное на латыни, хранится в Национальной библиотеке Катара.
Труды Хали Абенрагеля (10-11 в.), во многом опирались на книги предшественников — Гермеса, Дорофея, Птолемея, Аль-Кинди. Восьмитомник Абенрагеля (мунданной астрологии был посвящён восьмой том) в дальнейшем высоко почитался, в частности, с 1503 по 1571 год его шесть раз переиздавали в печатном виде.